# 阿克恰勒乡
阿克恰勒乡是中华人民共和国新疆维吾尔自治区和田地區和田市下辖的一个乡。
1998年前，其地分属肖尔巴格乡农场、拉斯奎镇农场。1998年3月，成立阿克恰勒管理区。2010年5月，新疆维吾尔自治区人民政府批准成立阿克恰勒乡。

## 行政区划
阿克恰勒乡下辖以下地区：
肖尔巴格村、尕宗村、阿克塔什村、阿曲村、苏克墩村、其勒克村、托甫恰村和其拉力克村。